# عتنائيل

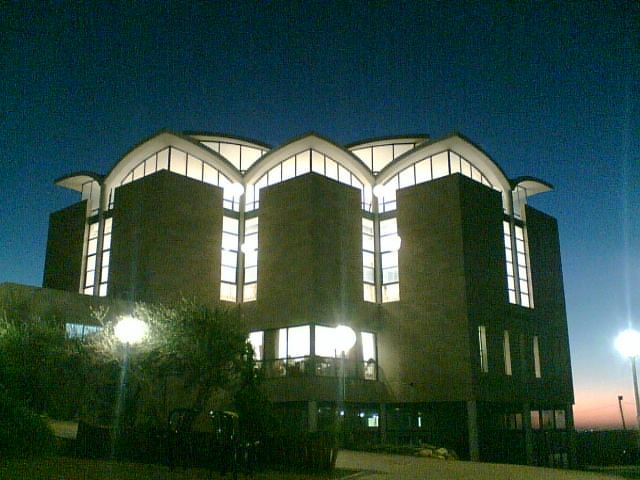
المركز هو أبرز معالم المستوطنة

عتنائيل (بالعبرية: עָתְנִיאֵל) هي مستوطنة إسرائيلية يهودية في جبل الخليل جنوبي مدينة الخليل في الضفة الغربية . ويوجد في المستوطنة مجلس إقليمي جنوب جبل الخليل ويعيش في المستوطنة ما يقرب من 130 أسرة . ويعتبر المجتمع الدولي المستوطنات الإسرائيلية في الضفة الغربية غير قانونية بموجب القانون الدولي
تقع المستوطنة والتي أنشات عام 1983 على أراضي مغتصبة من بلدة يطا ، وأقرب المستوطنات اليهودية لها هي شمعة وحجاي ويوجد في المستوطنة معهد ديني
وقعت بالمستوطنة عملية نفذها فلسطينيان هما محمد مصطفى شاهين وأحمد عايد الفقيه من مدينة الخليل وهما من سرايا القدس بتاريخ 27 ديسمبر 2002 وقد قتل بالعملية 8 مستوطنين .